# NGC 626
NGC 626 je galaksija u zviježđu Kipar.

## Vanjske poveznice
- SEDS: NGC 0626